# Colegio Terra Sancta
El Colegio Terra Sancta (en inglés: Terra Sancta College) es un plantel de enseñanza mixta, católica, sistémico, escuela diaria y doble situada en Quakers Hill y Schofields, en la Ciudad de Blacktown en Sídney, Nueva Gales del Sur (New South Wales), Australia. Fue fundada en 1996, por el Sr. Quentin Evans, el colegio es una escuela de la diócesis de Parramatta. Fue establecida como resultado de la necesidad identificada por las comunidades parroquiales locales de tener una escuela secundaria católica para servir a las comunidades parroquiales locales en conjunto con la escuela primaria católica de María Inmaculada.